# Albrecht von Brandenstein-Zeppelin
Wolf Albrecht Jürgen Ferdinand von Brandenstein-Zeppelin (auch bekannt als Wolf Albrecht Jürgen Ferdinand Graf von Brandenstein-Zeppelin; * 5. August 1950 in Biberach an der Riß) ist ein deutscher Jurist und Unternehmer und Nachfahre des thüringischen Adelsgeschlechts Brandenstein.

## Familie
Der Doppelname Brandenstein-Zeppelin ergab sich infolge der Vermählung der einzigen Tochter des Luftschiffbauers Ferdinand Graf von Zeppelin, Helene Gräfin von Zeppelin (1879–1967), mit Alexander von Brandenstein, Gutsherr auf Burg Brandenstein in Hessen und Miteigentümer von Gut Hengstfeld. Aus diesem Anlass kam es am 19. Februar 1909 in Stuttgart zur württembergischen Namens- und Wappenvereinigung beider Familien, unter Verleihung des Erstgeburtstitels Graf für Alexander von Brandenstein und seine männlichen Nachfahren. Die Immatrikulation beim Ritterschaftlichen Adel im Königreich Württemberg folgte am 18. Mai 1909.
Dessen Enkel Albrecht ist der Sohn von Alexander Graf von Brandenstein-Zeppelin (des Jüngeren, 1915–1979) und Ursula Freiin von Freyberg-Eisenberg-Allmendingen (1917–1985). Aus dieser Ehe gingen vier Kinder hervor, u. a. Constantin von Brandenstein-Zeppelin. Albrecht von Brandenstein-Zeppelin ist seit 1981 mit Nadine Marie Elisabeth Gräfin zu Ortenburg verheiratet. Aus der Ehe stammen sechs Kinder.
Er ist damit ein Urenkel des Luftschiffbauers Ferdinand Graf von Zeppelin sowie Nachfahre des Arztes, Japan- und Naturforschers Philipp Franz von Siebold.

## Leben
Von Brandenstein-Zeppelin studierte in Hamburg und München Rechtswissenschaften und Betriebswissenschaft. Er ist als Rechtsanwalt und Familienunternehmer tätig.

### Unternehmer
Anschließend war er Familiengesellschafter und Aufsichtsrat bei der MTU Friedrichshafen, an der die Familie Brandenstein-Zeppelin bis zum Jahr 2005 eine 3,1-prozentige Beteiligung hielt, die auf die Mitgründung des Vorgänger-Unternehmens Maybach-Motorenbau durch Ferdinand von Zeppelin zurückging. Als 2005 der Hauptaktionär DaimlerChrysler AG in finanzielle Bedrängnis geraten war und im Rahmen seiner Sanierungspläne den Verkauf der MTU an die schwedische Private-Equity-Gruppe EQT für 1,6 Milliarden Euro beschloss, sah sich die Familie gezwungen, ihre Beteiligung abzugeben, obwohl Albrecht von Brandenstein-Zeppelin versuchte, sie zu halten. Die Familie Brandenstein-Zeppelin gehört zu den 500 reichsten Familien Deutschlands.
Zudem verwaltet er die eigenen forst- und landwirtschaftlichen Betriebe in Mittelbiberach sowie Südamerika. Er hat mehrere Unternehmen gegründet, darunter die Zeppelin Solar GmbH. Er hatte Aufsichts- und Beiratsmandate inne, wie bei MTU (bis 2005 Vorsitzender des Aufsichtsrates) und Südwestbank (Beirat).

### Klage wegen Zeppelin-Stiftung
Ferdinand Graf von Zeppelin hatte 1909 die Zeppelin-Stiftung mit Geldern aus Unterstützungsspenden für seinen Luftschiffbau gegründet. 1947 hob das württemberg-hohenzollerische Landesdirektorium auf Betreiben der Besatzungsmacht per Rechtsanordnung die Zeppelinstiftung als juristische Person des privaten Rechts auf. Das Stiftungsvermögen fiel an die Stadt Friedrichshafen, die die Stiftung als nichtrechtsfähige städtische Stiftung entsprechend bedingter Vorgaben der ursprünglichen Stiftungsurkunde weiterführte. Brandenstein-Zeppelin unterlag im Jahr 2020 in erster Instanz beim Verwaltungsgericht Sigmaringen mit einer Klage auf Feststellung der Nichtigkeit der Auflösung der ursprünglichen Zeppelinstiftung unter Rückgabe ihrer Beteiligungen, darunter 93,8 Prozent der Aktien des Automobilzulieferers ZF Friedrichshafen AG und des Baumaschinen-Händlers Luftschiffbau Zeppelin GmbH samt der Managementholding Zeppelin GmbH und weiteren Tochtergesellschaften (Zeppelin-Konzern). Ziel der Klage war eine Wiederherstellung der ursprünglichen Stiftung unter gemeinsamer Verantwortung von Stadt und Familie. Das Verwaltungsgericht verneinte seine Klagebefugnis, ohne in der Sache zu entscheiden. Im Januar 2023 hat Graf Brandenstein-Zeppelin seine Zivilklage gegen die Stadt Friedrichshafen vor dem Oberlandesgericht Stuttgart zurückgezogen.

### Gedenken an Zeppelin

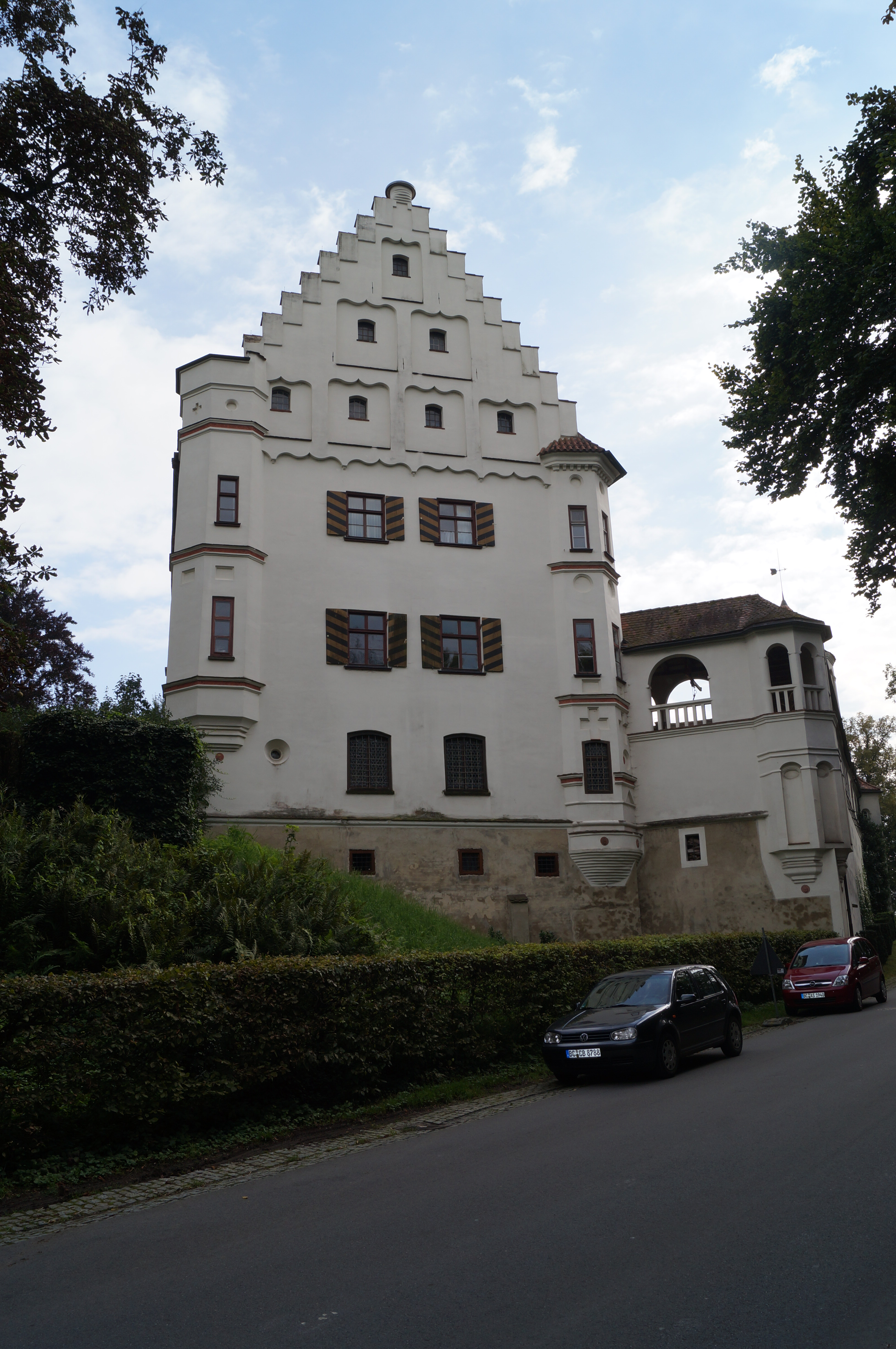
Schloss Mittelbiberach

Graf Brandenstein-Zeppelin verantwortet auch das nicht-öffentliche Zeppelin-Privatarchiv im Schloss Mittelbiberach. Das Zeppelin-Privatarchiv besteht aus der Zeppelin-Stube, in der Erinnerungsstücke aus dem Leben von Ferdinand von Zeppelin aufbewahrt werden. Im Dokumentenarchiv in einem Nebentrakt des Schlosses werden in zwei Archivschränken Ordner, Tagebücher, Pläne und technische Zeichnungen aufbewahrt.

### Religiöse Aktivitäten
Albrecht von Brandenstein-Zeppelin war Besitzer, Herausgeber und gleichzeitig Verleger der katholischen Zeitung Kirche Heute sowie Inhaber eines christlichen Buchversandes. Er ist ehrenamtlicher Rektor der Gustav-Siewerth-Akademie in Weilheim-Bierbronnen, stellvertretender Vorsitzender des Medjugorje Deutschland e .V., Mitinitiator der Gründung der Jugend 2000 e. V., Mitglied in der Regionalgruppe Bodensee-Oberschwaben des Bundes Katholischer Unternehmer, erster Vorsitzender und zusammen mit Hubert Liebherr Gründer der European Family Foundation. Er ist Veranstalter und auch Redner von Vortragsveranstaltungen wie „Vernunft und Glaube“.

## Ehrungen und Auszeichnungen
- Aufnahme in den Malteserorden (3. Stand)
- Schwester-Ulrika-Verdienstmedaille der historischen Bürgerwehr Mittelbiberachs (2010)
- Verleihung der Malteser-Einsatzmedaille (2014)

## Werke

### Herausgeberschaft
- mit Alma von Stockhausen (Hg.): Luther und die Folgen für die Geistes- und Naturwissenschaften, Weilheim-Bierbronnen 2001, ISBN 3-928273-82-5
- mit Alma von Stockhausen (Hg.): Die Rechtfertigungs- und Sakramentenlehre in katholischer und evangelischer Sicht., Weilheim-Bierbronnen 2001 (2. Auflage), ISBN 3-928273-85-X
- mit Alma von Stockhausen (Hg.): Herkunft und Zukunft des Menschen. Ursprung des Lebens und Evolution., Weilheim-Bierbronnen 2002, ISBN 3-928273-80-9
- mit Alma von Stockhausen (Hg.): Die Kirche als Corpus Christi mysticus., Weilheim-Bierbronnen 2002, ISBN 3-928273-81-7 (zugleich Festschrift für S. Em. Joseph Kardinal Ratzinger aus Anlaß seines 75. Geburtstages am 16. April 2002)
- Im Dienste der inkarnierten Wahrheit, Weilheim-Bierbronnen 2003, ISBN 3-928273-77-9 (zugleich Festschrift zum 25-jährigen Pontifikat Seiner Heiligkeit Papst Johannes Paul II.)
- mit Alma von Stockhausen (Hg.): Die Kirche und der Islam, Weilheim-Bierbronnen 2003, ISBN 3-928273-79-5
- mit Alma von Stockhausen (Hg.): Das hl. Meßopfer als Angelpunkt der Weltgeschichte : naturphilosophisch-theologische Betrachtungen, Weilheim-Bierbronnen 2004, ISBN 3-928273-76-0
- mit Alma von Stockhausen (Hg.): Vernunft und Glaube : zur Komplementarität von Wissenschaft und christlichem Glauben, Weilheim-Bierbronnen 2005, ISBN 3-928273-75-2
- Die göttliche Vernunft und die inkarnierte Liebe, Weilheim-Bierbronnen 2007, ISBN 3-928273-72-8 (zugleich Festschrift zum 80. Geburtstag Seiner Heiligkeit Papst Benedikt XVI.)
- mit Alma von Stockhausen (Hg.): Biotechnik und Bioethik im Lichte von Fides et Ratio, Weilheim-Bierbronnen 2007, ISBN 3-928273-73-6

### Tonträger (CD)
- Schöpfung oder Evolution?, Radio Maria Wigratzbad 2010
- Die eine Wahrheit und die vielen Religionen, Radio Maria Wigratzbad 2010
- Der christliche Sinn des Leidens, Radio Maria Wigratzbad 2010
- Das Wesen von Mann und Frau, Radio Maria Wigratzbad 2010
- Das Leben nach dem Tod, Radio Maria Wigratzbad 2010
- Die Bedeutung von Fatima und Medjugorje für die Weltpolitik, Radio Maria Wigratzbad 2010